# Elton John: Never Too Late
Elton John: Never Too Late ist ein 2024 veröffentlichter US-amerikanisch-britischer Dokumentarfilm von R. J. Cutler und David Furnish.

## Handlung
Während sich Elton John im Rahmen seiner Abschiedstournee auf sein letztes Konzert in Nordamerika vorbereitet, blickt er auf sein Leben und den Anfang seiner Karriere zurück. Mit historischem Filmmaterial wie auch persönlichen Aufnahmen folgt der Film Elton Johns Karriere auf der Bühne, Backstage und im Aufnahmestudio, von bekannten Auftritten im Troubadour Club oder mit John Lennon über seine Krisen und harten Zeiten bis hin zu seinen größten Hits.

## Hintergrund und Veröffentlichung
Die Filmproduktion begann 2022 mit dem Arbeitstitel Goodbye Yellow Brick Road: The Final Elton John Performances and the Years That Made His Legend. Nachdem Brandi Carlile das Lied Never Too Late für den Film geschrieben hatte, nachdem sie einen Entwurf des Films gesehen hatte, wurde der Titel in Elton John: Never Too Late geändert.
Der Film wurde beim Toronto International Film Festival am 7. September 2024 uraufgeführt. In der Folge wurde er begrenzt in britischen und amerikanischen Kinos gezeigt, bevor er am 13. Dezember 2024 auf Disney+ veröffentlicht wurde.
Bei der Oscarverleihung 2025 wurde das Lied Never Too Late in der Kategorie Bester Song nominiert.